# Carl Reinhold Nordenskiöld

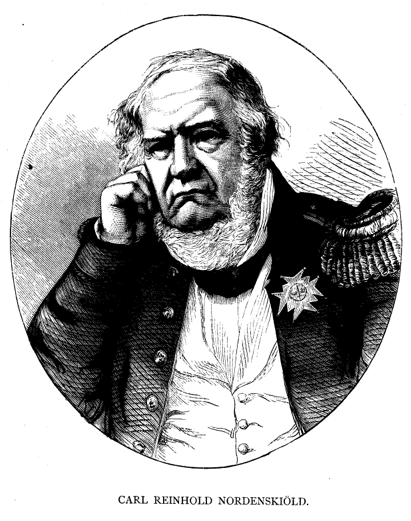

Carl Reinhold Nordenskiöld, född 22 juni 1791 i Fårebo, Kalmar län, död 16 november 1871 i Spandelstorp, Blekinge, var en svensk amiral och friherre.

## Biografi
Nordenskiöld föddes på faderns sätesgård Fårbo i Kalmar län. Fadern var amiralen Otto Henrik Nordenskiöld, som upphöjts till friherre i släkten Nordenskiöld, och modern grevinnan Beata Jacquetta Wrangel af Sauss.
Carl Reinhold Nordenskiöld blev redan vid 12 års ålder kadett vid Karlberg, och 1808 utnämndes han till underlöjtnant vid flottan. Han deltog samma år i örlogsflottans sjötåg i Finska viken, där den svenska flottan 25 och 26 augusti jagade den ryska in i Rågervik och höll den instängd fram till hösten. Han anställdes i september som signalofficer hos den engelske amiralen James Saumarez och vann dennes tycke, och han fick regeringens tillstånd att kvarstå i Saumarez tjänst när den engelska flottan lämnade Östersjön. Nordenskiöld tillbringade vintermånaderna utanför Spaniens och Portugals kuster under Saumarez befäl på HMS Victory. I mars återvände han ombord på Victory till Östersjön, men under detta året genomfördes inga aktioner, och i oktober lämnade Nordenskiöld den engelska flottan och kommenderades omedelbart efter återkomsten till Karlskrona till en av de svenska linjeskepp som i händelse av engelskt anfall skulle sänkas vid Brobänkenen.
1810 blev Nordenskiöld löjtnant och var sedan ofta ute på kryssning och konvojering i svenska farvatten, tills han 1814 blev adjutant hos eskaderchefen för sjöblockaden av Norge. Efter fredens avslut avgick han med fregatten Eurydice till England för att hemföra norska krigsfångar. 1815–16 deltog han på fregatten Galathé i en medelhavsexpedition, där han efter hemkomsten fick redogöra för det senaste inom marin stridskonst som han observerat på engelska, amerikanska och franska skepp.
1818 utnämndes han till kapten i flottans generalstab men fann snart verksamheten för enahanda, och han ansökte och erhöll i januari 1821 tre års permission för att träda i engelsk tjänst. Som engelsk marinlöjtnant medföljde han nu fregatten Glasgow till Indien, och återkom i april 1823 till Sverige. I sin frånvaro hade han utnämnts till kapten vid örlogsflottan, och 1823 befordrades han till major med matroskompani.
I början av 1825 erhöll generalamiralen Olof Rudolf Cederström anbud att genom handelshuset Michaelson & Bendicks, till Simón Bolívars upprorstrupper försälja två svenska linjeskepp och tre fregatter. Allt försiggick i största hemlighet, eftersom Sverige var i fred och i förbund med Spanien. Cederström fick genast Karl XIV Johans samtycke till affären.
Affären avslöjades dock av Ryssland sedan två fartyg levererats, och Nordenskiöld, som anfört fregatten af Chapman till Cartagena 1826, meddelades att uppdraget måste avbrytas och tvingades segla till New York, där fartyget försåldes 1827. Besättningen fick sedan ta sig hem på egen hand.
1828 avgick Nordenskiöld som flaggadjutant med en svensk-norsk eskader till Medelhavet, var 1834 korvettchef, utnämndes 1835 till kommendörkapten, och deltog 1837 som ordförande i en kommitté för utvecklandet av ett unionellt signalsystem. 1840 gick Nordenskiöld, som chef på en årslång medelhavsexpedition för att beskydda svensk och norsk handel i Medelhavet, ombord på fregatten af Chapman (det tidigare skeppets ersättare). 1844 utnämndes han till konteramiral, och 1846 utsågs han till befälhavande amiral vid flottbasen i Karlskrona. 1858 erhöll han avsked, samma år som han befordrats till viceamiral.
Under sin andra englandsvistelse hade han träffat sin första hustru, Margret Lindsay, som avled kort efter hans ankomst. Åtta år därefter trädde han in i ett nytt gifte med Augusta Odencrantz, som dog året före honom. Han fick bara barn i sitt andra äktenskap, tre döttrar och två söner.